# Ronde van Spanje 2025
De Ronde van Spanje 2025 is een meerdaagse wielerwedstrijd die zal worden gereden van 23 augustus tot en met 14 september 2025. Het zal de 80e editie van de Ronde van Spanje (Spaans: Vuelta a España) worden. De wedstrijd zal starten in de Italiaanse plaats Venaria Reale nabij Turijn en eindigen in de Spaanse hoofdstad Madrid. Het zal de zesde keer worden dat de Vuelta in het buitenland start en de eerste keer dat dit in Italië gebeurt. Behalve Italië en Spanje zal de wedstrijd ook worden verreden in Frankrijk en Andorra.

## Deelnemende ploegen
De achttien UCI World Tour-teams van dit seizoen plus de twee UCI ProTeams van Lotto en Israel-Premier Tech waren verzekerd van deelname aan de ronde. De organisatie deelde daarnaast een wildcard uit aan Burgos-Burpellet-BH, Caja Rural-Seguros RGA en Q36.5.
De Ronde nodigt om en om, twee van de vier Spaanse ProTeams uit. Het is wel opvallend dat daarmee Equipo Kern Pharma, de ploeg die vorig jaar drie ritten won, niet wordt beloond voor de goede prestaties.
Het Zwitserse Q36.5, van Tom Pidcock en Milan Vader, debuteert in de Vuelta. Hun manager Douglas Ryder, leidde eerder de ploeg Team Dimension Data ofwel Team Qhubeka, en die stond jarenlang aan de start.

## Etappe-overzicht
Het parcours van de 80e Ronde van Spanje werd op 19 december gepresenteerd in Madrid.
| Datum        | Etappe  | Start – finish                                             | Afstand (km) | Type                | Winnaar | Ploeg   | Klassementsleider |         |
| ------------ | ------- | ---------------------------------------------------------- | ------------ | ------------------- | ------- | ------- | ----------------- | ------- |
| 23 augustus  | 1       | Venaria Reale (Paleis van Venaria) – Novara                | 183          | Vlakke rit          |         |         |                   |         |
| 24 augustus  | 2       | Alba – Limone Piemonte                                     | 157          | Heuvelrit           |         |         |                   |         |
| 25 augustus  | 3       | San Maurizio Canavese – Ceres                              | 139          | Heuvelrit           |         |         |                   |         |
| 26 augustus  | 4       | Susa – Voiron                                              | 192          | Heuvelrit           |         |         |                   |         |
| 27 augustus  | 5       | Figueres – Figueres                                        | 20           | Ploegentijdrit      |         |         |                   |         |
| 28 augustus  | 6       | Olot – Pal                                                 | 171          | Bergrit             |         |         |                   |         |
| 29 augustus  | 7       | Andorra la Vella – Cerler (Benasque)                       | 187          | Bergrit             |         |         |                   |         |
| 30 augustus  | 8       | Monzón – Zaragoza                                          | 158          | Bergrit             |         |         |                   |         |
| 31 augustus  | 9       | Alfaro – Valdezcaray (Ezcaray)                             | 195          | Bergrit             |         |         |                   |         |
| 1 september  | Rustdag | Rustdag                                                    | Rustdag      | Rustdag             | Rustdag | Rustdag | Rustdag           | Rustdag |
| 2 september  | 10      | Sendaviva – Larra-Belagua (Izaba)                          | 168          | Heuvelrit           |         |         |                   |         |
| 3 september  | 11      | Bilbao – Bilbao                                            | 167          | Heuvelrit           |         |         |                   |         |
| 4 september  | 12      | Laredo – Los Corrales de Buelna                            | 143          | Heuvelrit           |         |         |                   |         |
| 5 september  | 13      | Cabezón de la Sal – Alto de El Angliru                     | 202          | Bergrit             |         |         |                   |         |
| 6 september  | 14      | Avilés – Alto de la Farrapona, Lagos de Somiedo            | 135          | Bergrit             |         |         |                   |         |
| 7 september  | 15      | A Veiga – Monforte de Lemos                                | 167          | Heuvelrit           |         |         |                   |         |
| 8 september  | Rustdag | Rustdag                                                    | Rustdag      | Rustdag             | Rustdag | Rustdag | Rustdag           | Rustdag |
| 9 september  | 16      | Poio – Mos                                                 | 172          | Heuvelrit           |         |         |                   |         |
| 10 september | 17      | O Barco de Valdeorras – Alto de El Morredero, Ponferrada   | 137          | Heuvelrit           |         |         |                   |         |
| 11 september | 18      | Valladolid – Valladolid                                    | 26           | Individuele tijdrit |         |         |                   |         |
| 12 september | 19      | Rueda – Guijuelo                                           | 159          | Vlakke rit          |         |         |                   |         |
| 13 september | 20      | Robledo de Chavela – Bola del Mundo, Puerto de Navacerrada | 156          | Bergrit             |         |         |                   |         |
| 14 september | 21      | Alalpardo – Madrid                                         | 101          | Vlakke rit          |         |         |                   |         |

## Klassementenverloop
| Etappe      | Winnaar | Algemeen klassement | Puntenklassement | Bergklassement | Jongerenklassement | Ploegenklassement | Strijdlust |
| ----------- | ------- | ------------------- | ---------------- | -------------- | ------------------ | ----------------- | ---------- |
| 1           |         |                     |                  |                |                    |                   |            |
| 2           |         |                     |                  |                |                    |                   |            |
| 3           |         |                     |                  |                |                    |                   |            |
| 4           |         |                     |                  |                |                    |                   |            |
| 5           |         |                     |                  |                |                    |                   |            |
| 6           |         |                     |                  |                |                    |                   |            |
| 7           |         |                     |                  |                |                    |                   |            |
| 8           |         |                     |                  |                |                    |                   |            |
| 9           |         |                     |                  |                |                    |                   |            |
| 10          |         |                     |                  |                |                    |                   |            |
| 11          |         |                     |                  |                |                    |                   |            |
| 12          |         |                     |                  |                |                    |                   |            |
| 13          |         |                     |                  |                |                    |                   |            |
| 14          |         |                     |                  |                |                    |                   |            |
| 15          |         |                     |                  |                |                    |                   |            |
| 16          |         |                     |                  |                |                    |                   |            |
| 17          |         |                     |                  |                |                    |                   |            |
| 18          |         |                     |                  |                |                    |                   |            |
| 19          |         |                     |                  |                |                    |                   |            |
| 20          |         |                     |                  |                |                    |                   |            |
| 21          |         |                     |                  |                |                    |                   |            |
| Eindstanden |         |                     |                  |                |                    |                   |            |

 winnaars · rode trui · 
 puntenklassement · 
 bergklassement · 
 combinatieklassement · 
 jongerenklassement · 
 ploegenklassement · 
 strijdlust

 Belgische leiderstruidragers · etappewinnaars

 Nederlandse leiderstruidragers · etappewinnaars
1935 · 1936 · 1937 · 1938 · 1939 · 1940 · 1941 · 1942 · 1943 · 1944 · 1945 · 1946 · 1947 · 1948 · 1949 · 1950 · 1951 · 1952 · 1953 · 1954 · 1955 · 1956 · 1957 · 1958 · 1959 · 1960 · 1961 · 1962 · 1963 · 1964 · 1965 · 1966 · 1967 · 1968 · 1969 · 1970 · 1971 · 1972 · 1973 · 1974 · 1975 · 1976 · 1977 · 1978 · 1979 · 1980 · 1981 · 1982 · 1983 · 1984 · 1985 · 1986 · 1987 · 1988 · 1989 · 1990 · 1991 · 1992 · 1993 · 1994 · 1995 · 1996 · 1997 · 1998 · 1999 · 2000 · 2001 · 2002 · 2003 · 2004 · 2005 · 2006 · 2007 · 2008 · 2009 · 2010 · 2011 · 2012 · 2013 · 2014 · 2015 · 2016 · 2017 · 2018 · 2019 · 2020 · 2021 · 2022 · 2023 · 2024 · 2025
Tour Down Under ·
Great Ocean Road Race ·
Ronde van de Verenigde Arabische Emiraten ·
Omloop Het Nieuwsblad ·
Strade Bianche ·
Parijs-Nice · 
Tirreno-Adriatico · 
Milaan-San Remo ·
Ronde van Catalonië ·
Classic Brugge-De Panne ·
E3 Saxo Classic ·
Gent-Wevelgem ·
Dwars door Vlaanderen ·
Ronde van Vlaanderen ·
Ronde van het Baskenland ·
Parijs-Roubaix ·
Amstel Gold Race ·
Waalse Pijl ·
Luik-Bastenaken-Luik ·
Ronde van Romandië ·
Eschborn-Frankfurt ·
Ronde van Italië ·
Critérium du Dauphiné ·
Ronde van Zwitserland ·
Copenhagen Sprint · 
Ronde van Frankrijk ·
Clásica San Sebastián ·
Ronde van Polen ·
Cyclassics Hamburg ·
Renewi Tour ·
Ronde van Spanje ·
Bretagne Classic ·
GP van Quebec ·
GP van Montreal ·
Ronde van Lombardije ·
Ronde van Guangxi